# 아서 필립스

아서 피터 먼로 필립스(Arthur Peter Monroe Phillips)는 미네소타 주 미니애폴리스에서 태어났다. 그는 1990년 하버드 대학교에서 역사학 학사 학위를 받았다. 부다페스트에서 2년(1990~1992)을 보낸 후 버클리 음악 대학(1992~93)에서 4학기 동안 재즈 색소폰을 공부했다.
그는 2007년 7월 27일 This American Life 에피소드에 출연하여 단편 소설 "Wenceslas Square"를 읽었습니다. 이 이야기는 필립스가 각본을 맡고 소피아 타칼이 감독을 맡은 Amazon Studios에서 영화용으로 제작되고 있다.
필립스는 1997년 Jeopardy에서 5회 챔피언을 차지했다.
필립스는 영화 제작자 Barbara Muschietti와 결혼했고 현재는 뉴욕에 거주중이다.

## 저서들

### 프라하 (2002)
제목에도 불구하고 프라하는 거의 전적으로 1990년 헝가리 부다페스트를 배경으로 하며, 오스트리아-헝가리 군주제부터 제1차 세계대전과 제2차 세계대전까지 헝가리 역사의 여러 이전 세대를 자세히 설명하는 막간을 포함한다.
소설의 주요 라인은 부다페스트에서 생활하는 젊은 서양 국외 거주자들의 이야기를 따흔다. 소설의 구조는 다양한 이야기가 서로 얽히도록 하여 수십 년 간의 공산주의, 파시즘, 전쟁에서 막 회복한 그들과 그들이 채택한 도시의 앙상블 초상화를 만들어낸다. 소설의 반복되는 주제에는 향수, 성실함, 진정성, 젊은이들의 삶의 의미에 대한 첫 번째 탐색이 포함된다. 이 소설은 상업적으로나 비평적으로 호평을 받았으며 필립스는 2003년 Los Angeles Times/Art Seidenbaum Award for Best First Fiction과 기타 상을 받았다.

### 이집트학자 (2004)
이집트학자는 여러 가지 관점에서 저널, 편지, 전보 및 그림으로 구성됩니다. 메인 스토리는 1922년을 배경으로 하워드 카터(투탕카멘 왕의 무덤을 발견한 사람) 근처에서 일하던 희망찬 탐험가의 이야기를 따른다. 
이 책은 국제적인 베스트셀러였으며 24개국 이상에서 큰 성공을 거두었다. 미국 비평가들은 필립스가 첫 번째 책과 매우 다른 책을 제작하는 다재다능함을 지적했으며 이 책의 팬에는 Gary Shteyngart, George Saunders, Elizabeth Peters 및 스티븐 킹이 포함되었습니다. 그러나 뉴욕 타임즈의 Michiko Kakutani를 비롯한 다른 사람들은 이 책이 너무 길고 혼란스럽다고 생각했다.

### 안젤리카 (2007)
안젤리카는 표면적으로 빅토리아 시대 유령 이야기이며 헨리 제임스, 블라디미르 나보코프, 스티븐 킹과 필립스의 비교를 받았습니다. 워싱턴 포스트는 이 소설이 "미국 최고의 작가 중 한 명"이라는 필립스의 명성을 확고히 했다고 평했다.
소설에서는 동일한 사건이 네 가지 다른 관점에서 네 번 반복되며, 각 섹션은 독자가 스스로 환상과 진실을 분류할 때까지 이전 버전에 대해 의심을 던진다. 이 소설은 미첼 리히텐슈타인(Mitchell Lichtenstein)의 영화로 제작되었으며 개봉일은 2017년 후반이다.

### 노래는 바로 너(2009)
필립스의 네 번째 소설은 한 중년 남성이 술집에서 공연하는 아일랜드 팝 가수인 젊은 여성을 추적하는 이야기를 담고 있다. Bookpage의 리뷰에 따르면
```
   "뉴욕을 배경으로 하는 이 이야기는 Julian Donahue가 아이를 잃은 부모의 어둡고 슬픔으로 가득 찬 세계를 탐색하는 과정을 따릅니다. [...] 그는 [가수]에게 사로잡혀 있지만 자신을 또 다른 일회용품으로 소개하기보다는 팬으로서 그는 머나먼 멘토이자 뮤즈가 되어 뉴욕에서 유럽까지 자신을 이끄는 길을 설정합니다."
```

소설은 2009년 4월 7일에 출판되었다. 예비 리뷰에는 Kurt Andersen의 광고문과 Kirkus Reviews의 다음 공지가 포함되어있다. "Phillips는 여전히 현재 10년 동안 등장한 최고의 미국 소설가처럼 보입니다."